# Юниорская сборная Бельгии по хоккею с шайбой
Юниорская сборная Бельгии по хоккею с шайбой — национальная юниорская команда Бельгии, представляющая государство на международных соревнованиях по хоккею с шайбой. Занимается командой Бельгийская королевская федерация хоккея на льду, команда постоянно участвует в чемпионате мира по хоккею с шайбой среди юниорских команд.

## Результаты

### Чемпионат Европы до 18 лет
| - 1978 — 8 место Группа В - 1980 — 2 место Группа С - 1981 — 3 место Группа С - 1983 — 3 место Группа С - 1984 — 3 место Группа С - 1985 — 2 место Группа С | - 1987 — 3 место Группа С - 1988 — 4 место Группа С - 1991 — 4 место Группа С - 1992 — 4 место Группа С - 1998 — 3 место Группа D |

### Чемпионаты мира по хоккею с шайбой среди юниорских команд
| - 1999 — 3 место Европа Дивизион II - 2000 — 4 место Европа Дивизион II - 2001 — 5 место Дивизион ІІІ - 2002 — 4 место Дивизион ІІІ - 2003 — 4 место Дивизион II Группа А - 2004 — 6 место Дивизион II Группа А - 2005 — 2 место Дивизион ІІІ | - 2006 — 4 место Дивизион II Группа А - 2007 — 4 место Дивизион II Группа А - 2008 — 4 место Дивизион II Группа А - 2009 — 3 место Дивизион II Группа В - 2010 — 5 место Дивизион II Группа В - 2011 — 6 место Дивизион II Группа В | - 2012 — 1 место Дивизион ІІІ - 2013 — 4 место Дивизион II Группа В - 2014 — 4 место Дивизион II Группа В - 2015 — 4 место Дивизион II Группа А - 2016 — 5 место Дивизион II Группа А - 2017 — 6 место Дивизион II Группа В |